# Vystrkov
Vystrkov är en ort i Tjeckien.   Den ligger i regionen Vysočina, i den centrala delen av landet, 90 km sydost om huvudstaden Prag. Vystrkov ligger 583 meter över havet och antalet invånare är 211.
Terrängen runt Vystrkov är huvudsakligen platt, men åt nordväst är den kuperad. Runt Vystrkov är det ganska glesbefolkat, med 36 invånare per kvadratkilometer. Närmaste större samhälle är Humpolec, 2,5 km norr om Vystrkov. Omgivningarna runt Vystrkov är en mosaik av jordbruksmark och naturlig växtlighet.